# FIFA Puskás Award

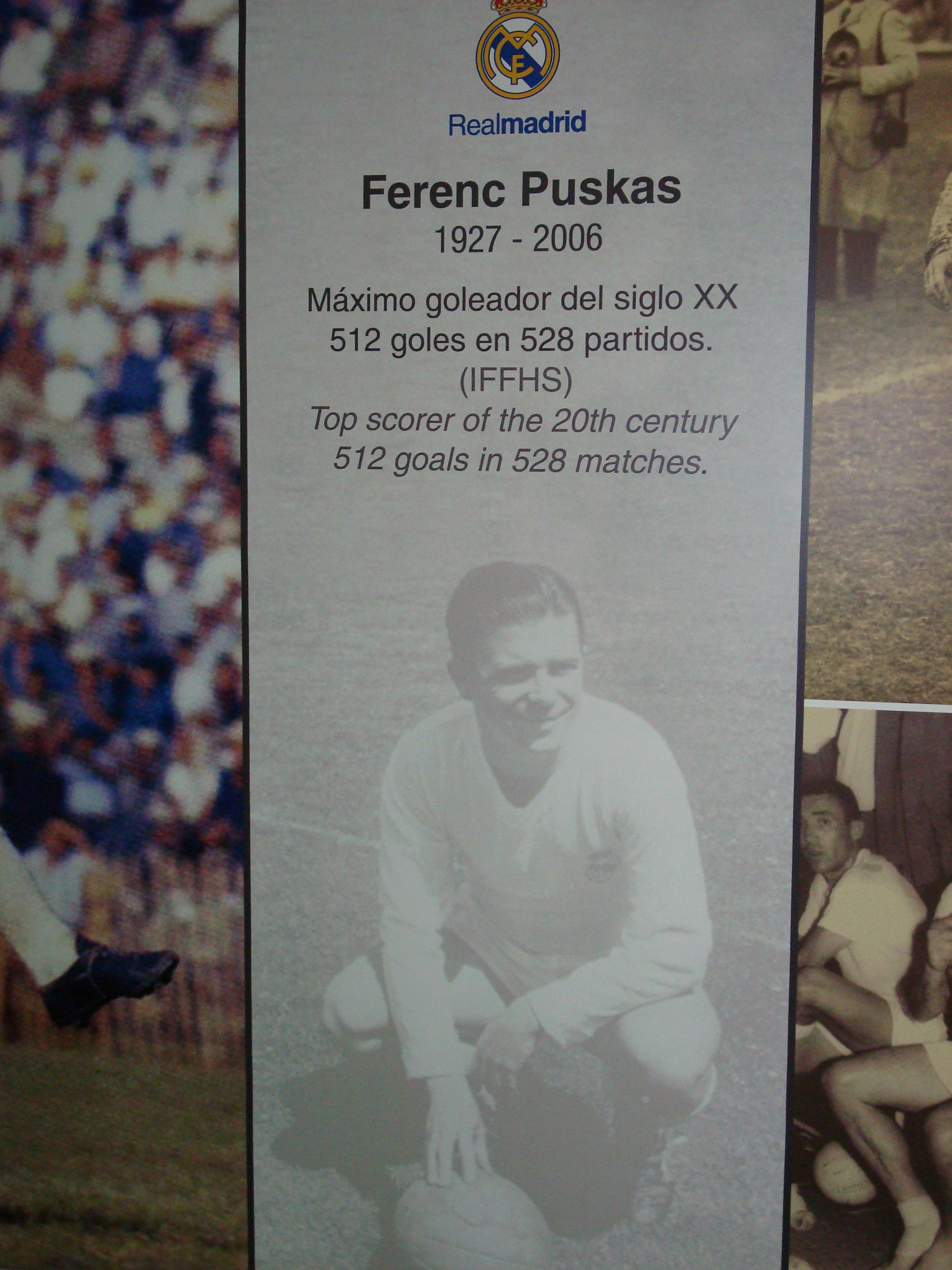
L'attaccante ungherese Ferenc Puskás, al quale è intitolato il premio.

Il FIFA Puskás Award è un premio istituito il 20 ottobre 1995 dalla FIFA su richiesta del presidente Sepp Blatter e assegnato al calciatore che abbia realizzato il gol più bello dell'anno.
Il premio è stato intitolato a Ferenc Puskás, capitano della nazionale ungherese negli anni cinquanta e protagonista dei successi del Real Madrid degli anni sessanta.
Il primo giocatore ad aggiudicarsi il premio, nel 2009, è stato il portoghese Cristiano Ronaldo. Dal 2016 il premio è assegnato durante la cerimonia dei Best FIFA Football Awards.
Inizialmente erano candidabili alla vittoria del premio sia calciatori uomini che donne, mentre dall'edizione 2024, la FIFA ha deciso di riservare il premio ai soli calciatori di sesso maschile, istituendo il FIFA Marta Award, riservato alle donne, e nominato così in onore della calciatrice brasiliana Marta Vieira da Silva.

## Criteri
- La bellezza del gol (criterio soggettivo: tiro dalla distanza, azione di squadra, gol acrobatico, ecc.).
- Deve essere assegnato "senza distinzioni di campionato, abilità o nazionalità".
- Il gol non deve essere frutto di un episodio fortuito, un errore o una deviazione di un compagno di squadra o di un avversario.
- Il fair play: il giocatore non deve aver agito in maniera scorretta durante la partita oppure, per esempio, essere stato accusato di doping.
- Un giocatore non può essere nominato con due gol differenti nella stessa edizione.

## Formula
Ogni anno la FIFA candida 11 (10 fino all'edizione 2019) gol al premio. Il gol migliore può essere votato da tutti i Fan del mondo dal sito della stessa associazione. Nelle prime edizioni il giocatore che otteneva più voti, vinceva il premio. Successivamente si è virato su due turni di votazioni: durante il turno iniziale erano in gioco tutti i gol candidati, poi i tre gol col maggior numero di voti si scontravano nuovamente in una nuova votazione. Dall'edizione del 2019 vengono votati online i gol selezionati ed i 3 gol che ottengono più voti sono valutati da una giuria di ex calciatori e calciatrici che decreteranno la classifica finale.

## Vincitori
Di seguito vengono indicate solo le prime tre posizioni, per la classifica completa si rimanda alle voci sulle singole stagioni.
- Nota bene: il risultato indicato tiene conto del punteggio al momento della realizzazione del gol.

| Edizione | Pos.                     | Giocatore            | Squadra              | Avversario | Risultato                                                                   | Competizione | % / Punti |
| -------- | ------------------------ | -------------------- | -------------------- | ---------- | --------------------------------------------------------------------------- | ------------ | --------- |
| 2009     |                          |                      |                      |            |                                                                             |              |           |
| 1º       | Cristiano Ronaldo        | Manchester Utd       | Porto                | 1–0        | Quarti di finale della UEFA Champions League 2008-2009                      | 17,7%        |           |
| 2º       | Andrés Iniesta           | Barcellona           | Chelsea              | 1–1        | Semifinali della UEFA Champions League 2008-2009                            | 15,6%        |           |
| 3º       | Grafite                  | Wolfsburg            | Bayern Monaco        | 5–1        | Fußball-Bundesliga 2008-2009                                                | 13,4%        |           |
| 2010     |                          |                      |                      |            |                                                                             |              |           |
| 1º       | Hamit Altıntop           | Turchia              | Kazakistan           | 2–0        | Qualificazioni al campionato europeo di calcio 2012 - Gruppo A              | 40,6%        |           |
| 2º       | Linus Hallenius          | Hammarby             | Syrianska            | 2–0        | Superettan 2010                                                             | 13,2%        |           |
| 3º       | Giovanni van Bronckhorst | Paesi Bassi          | Uruguay              | 1–0        | Semifinali del campionato mondiale di calcio 2010                           | 10,6%        |           |
| 2011     |                          |                      |                      |            |                                                                             |              |           |
| 1º       | Neymar                   | Santos               | Flamengo             | 4–5        | Campeonato Brasileiro Série A 2011                                          | 38,3%        |           |
| 2º       | Wayne Rooney             | Manchester Utd       | Manchester City      | 2–1        | Premier League 2010-2011                                                    | 31,5%        |           |
| 3º       | Lionel Messi             | Barcellona           | Arsenal              | 3–1        | Ottavi di finale della UEFA Champions League 2010-2011                      | 30,6%        |           |
| 2012     |                          |                      |                      |            |                                                                             |              |           |
| 1º       | Miroslav Stoch           | Fenerbahçe           | Gençlerbirliği       | 1–0        | Süper Lig 2011-2012                                                         | 78,5%        |           |
| 2º       | Radamel Falcao           | Atlético Madrid      | América de Cali      | 2–1        | Amichevole                                                                  | 15,3%        |           |
| 3º       | Neymar                   | Santos               | Internacional        | 3–1        | Fase a gironi della Coppa Libertadores 2012                                 | 7,1%         |           |
| 2013     |                          |                      |                      |            |                                                                             |              |           |
| 1º       | Zlatan Ibrahimović       | Svezia               | Inghilterra          | 4–2        | Amichevole                                                                  | 48,7%        |           |
| 2º       | Nemanja Matić            | Benfica              | Porto                | 2–2        | Primeira Liga 2012-2013                                                     | 30,8%        |           |
| 3º       | Neymar                   | Brasile              | Giappone             | 1–0        | Fase a gironi della Confederations Cup 2013                                 | 20,5%        |           |
| 2014     |                          |                      |                      |            |                                                                             |              |           |
| 1º       | James Rodríguez          | Colombia             | Uruguay              | 2–0        | Ottavi di finale del campionato mondiale di calcio 2014                     | 42,3%        |           |
| 2º       | Stephanie Roche          | Peamount United      | Wexford Youths       | 6–1        | Women's National League 2013-2014                                           | 33,9%        |           |
| 3º       | Robin van Persie         | Paesi Bassi          | Spagna               | 1–1        | Fase a gironi del campionato mondiale di calcio 2014                        | 11,4%        |           |
| 2015     |                          |                      |                      |            |                                                                             |              |           |
| 1º       | Wendell Lira             | Goianésia            | Atl. Goianiense      | 1–0        | Campionato Goiano 2015                                                      | 46,7%        |           |
| 2º       | Lionel Messi             | Barcellona           | Athletic Bilbao      | 1-0        | Finale della Coppa del Re 2014-2015                                         | 33,3%        |           |
| 3º       | Alessandro Florenzi      | Roma                 | Barcellona           | 1–1        | Fase a gironi della Champions League 2015-2016                              | 7,1%         |           |
| 2016     |                          |                      |                      |            |                                                                             |              |           |
| 1º       | Mohd Faiz Subri          | Penang               | Sri Pahang           | 4-1        | Malaysia Super League 2016                                                  | 59,5%        |           |
| 2º       | Marlone                  | Corinthians          | Cobresal             | 3-0        | Fase a gironi della Coppa Libertadores 2016                                 | 22,9%        |           |
| 3º       | Daniuska Rodríguez       | Venezuela            | Paraguay             | 1-0        | Fase a gironi del Campionato sudamericano femminile Under 17 di calcio 2016 | 10%          |           |
| 2017     |                          |                      |                      |            |                                                                             |              |           |
| 1º       | Olivier Giroud           | Arsenal              | Crystal Palace       | 1–0        | Premier League 2016-2017                                                    | 36,17%       |           |
| 2º       | Oscarine Masuluke        | Baroka               | Orlando Pirates      | 1-1        | Premier Soccer League 2016-2017                                             | 27,48%       |           |
| 3º       | Deyna Castellanos        | Venezuela            | Camerun              | 2–1        | Fase a gironi del Campionato mondiale femminile Under 17 di calcio 2016     | 20,47%       |           |
| 2018     |                          |                      |                      |            |                                                                             |              |           |
| 1º       | Mohamed Salah            | Liverpool            | Everton              | 1–0        | Premier League 2017-2018                                                    | 38%          |           |
| 2º       | Cristiano Ronaldo        | Real Madrid          | Juventus             | 2–0        | Quarti di finale della UEFA Champions League 2017-2018                      | 22%          |           |
| 3º       | Giorgian De Arrascaeta   | Cruzeiro             | América-MG           | 1–0        | Campionato Mineiro 2018                                                     | 17%          |           |
| 2019     |                          |                      |                      |            |                                                                             |              |           |
| 1º       | Dániel Zsóri             | Debrecen             | Ferencváros          | 2–1        | Nemzeti Bajnokság I 2018-2019                                               |              |           |
| 2º       | Lionel Messi             | Barcellona           | Real Betis           | 4–1        | Primera División 2018-2019                                                  |              |           |
| 3º       | Juan Fernando Quintero   | River Plate          | Racing Club          | 1–0        | Primera División 2018-2019                                                  |              |           |
| 2020     |                          |                      |                      |            |                                                                             |              |           |
| 1º       | Son Heung-min            | Tottenham            | Burnley              | 3–0        | Premier League 2019-2020                                                    |              |           |
| 2º       | Giorgian De Arrascaeta   | Flamengo             | Ceará                | 3–0        | Campeonato Brasileiro Série A 2019                                          |              |           |
| 3º       | Luis Suárez              | Barcellona           | Maiorca              | 4–1        | Primera División 2019-2020                                                  |              |           |
| 2021     |                          |                      |                      |            |                                                                             |              |           |
| 1º       | Erik Lamela              | Tottenham            | Arsenal              | 1-0        | Premier League 2020-2021                                                    | 22           |           |
| 2º       | Mehdi Taremi             | Porto                | Chelsea              | 1-0        | UEFA Champions League 2020-2021                                             | 21           |           |
| 3º       | Patrik Schick            | Rep. Ceca            | Scozia               | 2-0        | Campionato europeo di calcio 2020                                           | 21           |           |
| 2022     |                          |                      |                      |            |                                                                             |              |           |
| 1º       | Marcin Oleksy            | Warta Poznań         | Stal Rzeszów         | 1-0        | PZU Amp Futbol Ekstraklasa 2022                                             | 21           |           |
| 2º       | Dimitri Payet            | Olympique Marsiglia  | PAOK                 | 2-0        | UEFA Europa Conference League 2021-2022                                     | 20           |           |
| 3º       | Richarlison              | Brasile              | Serbia               | 2-0        | Campionato mondiale di calcio 2022                                          | 17           |           |
| 2023     |                          |                      |                      |            |                                                                             |              |           |
| 1º       | Guilherme Madruga        | Botafogo-SP          | Grêmio Novorizontino | 1-0        | Campeonato Brasileiro Série B 2023                                          | 22           |           |
| 2º       | Nuno Santos              | Sporting Lisbona     | Boavista             | 1-0        | Primeira Liga 2022-2023                                                     | 18           |           |
| 3º       | Julio Enciso             | Brighton             | Manchester City      | 1-1        | Premier League 2022-2023                                                    | 17           |           |
| 2024     |                          |                      |                      |            |                                                                             |              |           |
| 1º       | Alejandro Garnacho       | Manchester Utd       | Everton              | 1-0        | Premier League 2023-2024                                                    | 26           |           |
| 2º       | Yassine Benzia           | Algeria              | Sudafrica            | 3-3        | FIFA Series 2024                                                            | 22           |           |
| 3º       | Denis Omedi              | Kitara Football Club | KCCA                 | 1-1        | Uganda Super8 2024                                                          | 16           |           |

## Statistiche

### Giocatori con più candidature
All'edizione del 2024, nessun giocatore è stato plurivincitore del premio. Nella tabella di seguito sono elencati i calciatori che hanno ricevuto più di una candidatura.
| Giocatore              | Candidature | Vittorie |
| ---------------------- | ----------- | -------- |
| Lionel Messi           | 7           | 0        |
| Neymar                 | 5           | 1        |
| Zlatan Ibrahimović     | 4           | 1        |
| Cristiano Ronaldo      | 2           | 1        |
| Nemanja Matić          | 2           | 0        |
| Hlompho Kekana         | 2           | 0        |
| Giorgian de Arrascaeta | 2           | 0        |
| Caroline Weir          | 2           | 0        |

### Vittorie per nazionalità
All'edizione del 2024, solamente Brasile ed Argentina hanno ricevuto più di una volta il premio.
| Pos. | Nazione       | Titoli |
| ---- | ------------- | ------ |
| 1    | Brasile       | 3      |
| 2    | Argentina     | 2      |
| 3    | Portogallo    | 1      |
| 3    | Turchia       | 1      |
| 3    | Slovacchia    | 1      |
| 3    | Svezia        | 1      |
| 3    | Colombia      | 1      |
| 3    | Malaysia      | 1      |
| 3    | Francia       | 1      |
| 3    | Egitto        | 1      |
| 3    | Ungheria      | 1      |
| 3    | Corea del Sud | 1      |
| 3    | Polonia       | 1      |